# Гра в імітацію (фільм, 2014)
«Гра в імітацію» (англ. The Imitation Game) — американський історичний трилер 2014 року про британського математика, логіка, криптоаналітика та батька сучасної інформатики Алана Тюрінга, який був ключовою фігурою в розшифруванні нацистського коду Енігми, що допомогло Антигітлерівській коаліції перемогти у Другій світовій війні, а пізніше зазнав кримінального переслідування за свою гомосексуальність. Роль Тюрінга зіграв Бенедикт Камбербетч, режисером фільму став Мортен Тюльдум, сценарій написав Грем Мур на основі біографії «Алан Тюрінг: Енігма» (англ. Alan Turing: The Enigma) авторства британського математика та письменника Ендрю Годжеса.
У грудні 2011 року сценарій фільму очолив так званий чорний список — перелік найкращих американських кіносценаріїв, які на той момент не були запущені в роботу. В процесі торгів між шістьма студіями, в лютому 2014 року права на сценарій придбала The Weinstein Company за $7 мільйонів, що є найбільшою сумою, сплаченою за право показу в США на «Європейському кіноринку».
Світова прем'єра фільму відбулася на 41-му Телюридському кінофестивалі у серпні 2014 року; фільм також був показаний на 39-му Міжнародному кінофестивалі у Торонто у вересні 2014 року, де він виграв найвищу нагороду фестивалю — «People's Choice Award for Best Film». Європейська прем'єра фільму відбулася на 58-му Лондонському кінофестивалі у жовтні 2014 року, який власне був відкритий показом цього фільму.
«Гра в імітацію» вийшла в прокат у Великій Британії 14 листопада, в США — 28 листопада 2014 року. Фільм має успіх у критиків та глядачів. На січень 2015 року зібрав світову касу $62 мільйони при бюджеті в $15 мільйонів, а також отримав численні номінації та нагороди кінофестивалів, у тому числі 5 номінацій на Золотий глобус та 8 номінацій на Оскар.
В Україні фільм вийшов у прокат 05 лютого 2015 року.

## Зміст
Фільм показує гонку з часом Алана Тюрінга і його команди спеціалістів-дешифрувальників у британській таємній Урядовій школі кодів та шифрів в Блечлі-Парку, під час найважчих днів Британії в Другій світовій війні. Різношерста група вчених, математиків, лінгвістів, шахових чемпіонів та офіцерів розвідки мала впливового союзника в особі прем'єр-міністра Вінстона Черчилля, який авторизував надання групі будь-яких потрібних їм ресурсів. Фільм охоплює ключові періоди життя Алана Тюрінга: його нещасливі підліткові роки в школі-інтернаті; тріумф його таємної роботи під час війни над революційною електро-механічною машиною Bombe, яка могла дешифрувати до 3 000 морських кодів Енігми на день; та трагедію його післявоєнних років, коли його звинуватили у публічній непристойній поведінці через його зізнання у гомосексуальних стосунках (зараз у Британії це не є кримінальним порушенням).

## Виконавці ролей
- Бенедикт Камбербетч в ролі Алана Тюрінга
- Кіра Найтлі в ролі Джоан Кларк[7]
- Метью Гуд в ролі Г'ю Александера[22]
- Марк Стронг в ролі генерал-майора Стюарта Мензіса[23]
- Чарльз Денс в ролі Аластера Денністона
- Аллен Ліч в ролі Джона Кернкроса[24]
- Метью Берд в ролі Пітера Гілтона[25]
- Рорі Кіннір в ролі детектива Нока[26]
- Алекс Лотер в ролі Тюрінга-підлітка
- Том Ґудман-Гілл в ролі Сержанта Шталя
- Джек Беннон в ролі Крістофера Моркома
- Вікторія Вікс в ролі Дороті Кларк
- Девід Чархем в ролі Вільяма Кемпа Лотера Кларка
- Таппенс Мідлтон в ролі Гелени
- Джеймс Норскот в ролі Джека Гуда
- Стівен Ваддінгтон в ролі Сапта Сміта

## Знімання
Перед тим, як Бенедикт Камбербетч приєднався до проєкту, студія Warner Bros. придбала сценарій за семизначну суму, оскільки Леонардо ДіКапріо був зацікавлений зіграти Тюрінга. Однак, врешті-решт ДіКапріо вирішив не брати участь у проєкті і права на сценарій повернулись до його автора, а пізніше були придбані студією Black Bear Pictures. Ходили чутки про різних режисерів, які збиралися знімати фільм, зокрема Рон Говард та Девід Єйтс. У грудні 2012 року було оголошено, що режисер «Мисливців за головами» Мортен Тильдум очолить проєкт, який стане його англомовним режисерським дебютом.
Основні зйомки почались 15 вересня 2013 року в Англії і закінчились 11 листопада 2013 року. Місця натурних зйомок, серед інших, включали Шерборн, колишню школу Тюрінга, та маєток Блечлі-Парк, де Тюрінг з колегами працювали під час війни.

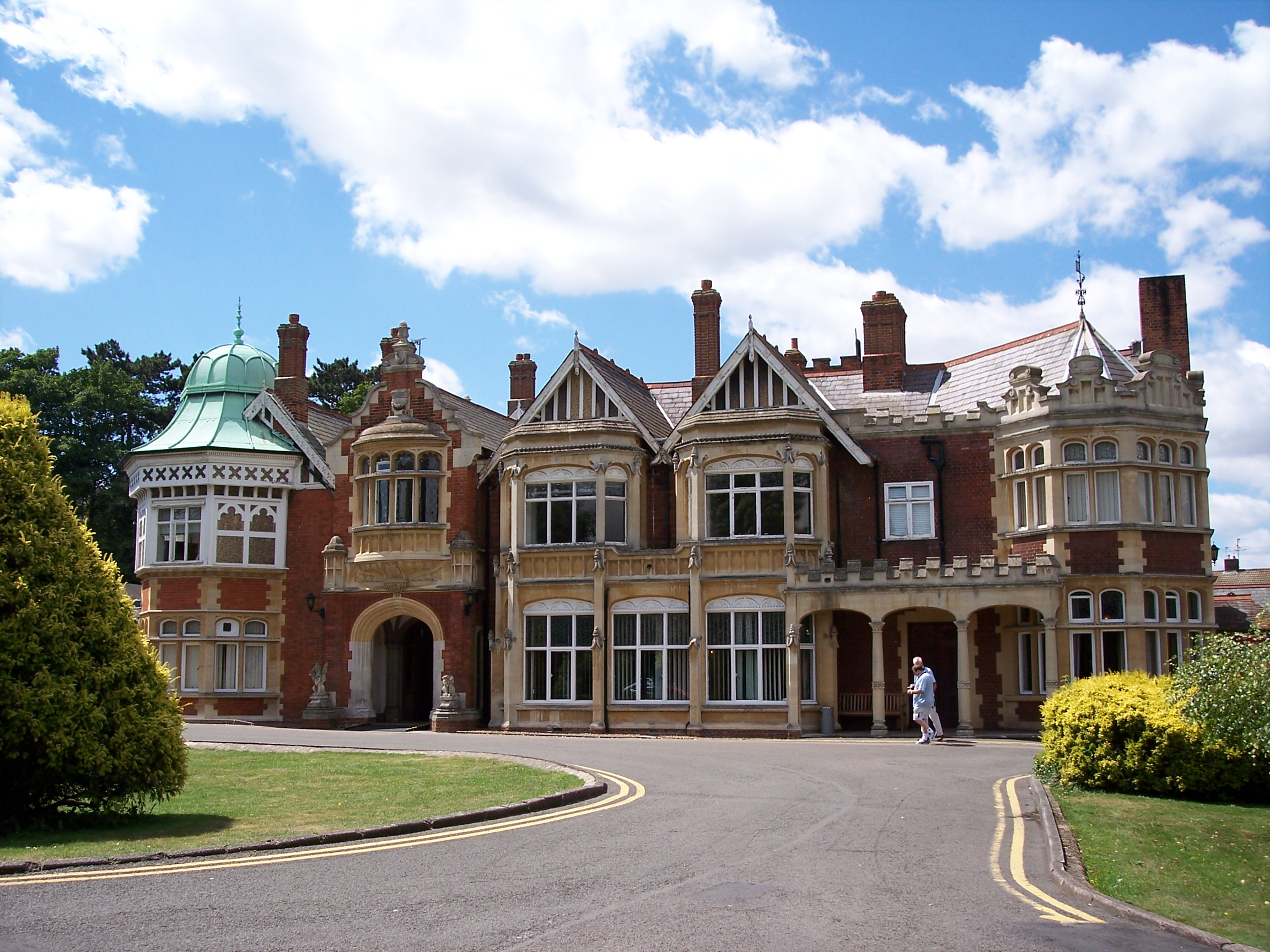
Блечлі-Парк, «дім дешифрувальників», де був частково відзнятий матеріал фільму

Художник-постановник Марія Джюркович відтворила легендарну машину Bombe всього за $48 000. Оригінальна Bombe була закрита у ящику, однак Джюркович вирішила зробити її «відкриваною», щоб аудиторія побачила наповнення машини.
The Weinstein Company придбала права на показ фільму в лютому 2014 року за $7 мільйонів, що є найбільшою сумою, сплаченою за право показу в США на «Європейському кіноринку». Фільм також отримав грант від Sloan Filmmaker Fund Трайбекського кінофестивалю. Цей фонд надає гранти та консультації виробникам інноваційних фільмів, пов'язаних з наукою, математикою та технологією.
В червні 2014 року було оголошено, що Александр Деспла створить музику до фільму. Він написав та виступив диригентом саундтреку, записавши його разом з Лондонським симфонічним оркестром.
Назва фільму є посиланнями на запропонований Тюрінгом тест «Імітаційна гра», який він описав у своїй роботі 1950 року щодо штучного інтелекту під назвою «Обчислювальні машини та розум» (англ. Computing Machinery and Intelligence). Тест покликаний дати відповідь на питання «Чи можуть машини думати?»

## Маркетинг та кінопоказ
Після Королівського помилування, наданого посмертно Алану Тюрінгу Королевою Єлизаветою ІІ 24 грудня 2013 року, в той же день була поширене перше рекламне фото Камбербетча в ролі Тюрінга поруч з машиною Bombe. На річницю смерті Тюрінга в червні 2014 року, «Entertainment Weekly» поширило два нові фото, які вперше показували Кіру Найтлі, Метью Гуда, Метью Берда та Аллена Ліча в обсязі їх героїв. На річницю дня народження Тюрінга 23 червня, журнал «Empire» показав дві фото з Марком Стронгом та Чарльзом Денсом в ролі героїв фільму. Промо-фото були зроблені відомим фотографом Джеком Інглішем, який раніше фотогрфував Камбербетча для фільму «Шпигун, вийди геть!».
Видавництва Princeton University Press та Vintage Books перевидали біографію «Алан Тюрінг: Енігма»' у вересні 2014.
Перші трейлери у Великій Британії та США вийшли одночасно 22 липня 2014 року. Міжнародний постер-тізер вийшов 18 вересня 2014 року зі слоганом: «Справжня енігма людини, яка зламала код.»
Світова прем'єра фільму відбулася на 41-му Телюридському кінофестивалі у серпні 2014 року; фільм також був показаний на 39-му Міжнародному кінофестивалі у Торонто у вересні 2014 року, де він виграв найвищу нагороду фестивалю — «People's Choice Award for Best Film». Європейська прем'єра фільму відбулася на 58-му Лондонському кінофестивалі у жовтні 2014 року, який власне був відкритий показом цього фільму.
8 листопада 2014 року компанія The Weinstein Company разом з мільярдерами Юрієм Мільнером (Digital Sky Technologies) та Марком Цукербергом (Facebook) організували закритий показ фільму в Лос-Алтос-Гілс (Каліфорнія). На показі були присутні вищі керівники компаній Кремнієвої долини, наприклад операційний директор Facebook Шеріл Сандберг, співзасновник Linkedin Рейд Хоффман, співзасновник Google Сергій Брін, технічний директор Airbnb Натан Блечарчик та засновник Theranos Елізабет Холмс. Були також присутні Тильдум, Мур та Кайтлі. Крім того, Камбербетч разом з Цукербергом презентував Математичні нагороди (Math Prizes) на Breakthrough Awards 10 листопада 2014 на честь Тюрінга.
Офіційний вебсайт фільму theimitationgamemovie.com дозволяє відвідувачам доступ до ексклюзивного контенту, якщо вони вирішать кросворди, створені Тюрінгом за його життя. Google, яке виступило спонсором прем'єри фільму в Нью-Йорку, 23 листопада 2014 року запустила змагання «The Code-Cracking Challenge», де учасники повинні зламати код, запропонований Google. Призи будуть надані тим, хто найшвидше зламає код та надасть правильну відповідь.

## Музика
Саундтрек до фільму, створив Александр Деспла, він вийшов на Sony Classics 24 листопада 2014 року. Його записав Лондонський симфонічний оркестр в Abbey Road Studios в Лондоні.
| #       | Назва                     | Тривалість |
| ------- | ------------------------- | ---------- |
| 1.      | «The Imitation Game»      | 2:37       |
| 2.      | «Enigma»                  | 2:50       |
| 3.      | «Alan»                    | 2:57       |
| 4.      | «U-boats»                 | 2:12       |
| 5.      | «Carrots and Peas»        | 2:19       |
| 6.      | «Mission»                 | 1:36       |
| 7.      | «Crosswords»              | 2:52       |
| 8.      | «Night Research»          | 1:39       |
| 9.      | «Joan»                    | 1:45       |
| 10.     | «Alone with Numbers»      | 2:58       |
| 11.     | «The Machine Christopher» | 1:57       |
| 12.     | «Running»                 | 3:01       |
| 13.     | «The Headmaster»          | 2:27       |
| 14.     | «Decrypting»              | 2:01       |
| 15.     | «A Different Equation»    | 2:54       |
| 16.     | «Becoming a Spy»          | 4:08       |
| 17.     | «The Apple»               | 2:20       |
| 18.     | «Farewell to Christopher» | 2:41       |
| 19.     | «End of War»              | 2:07       |
| 20.     | «Because of You»          | 1:36       |
| 21.     | «Alan Turing's Legacy»    | 1:56       |
| 1:01:23 |                           |            |

## Сприйняття

### Каса
У Великій Британії фільм стартував на другому місці, трохи відставши від великобюджетного «Інтерстеллар», та заробив екв.$4 278 909 на 459 екранах. Це другі за величиною збори британського фільму у перший уікенд в 2014 році. Фільм також отримав дуже високі 90 % оцінки «однозначно рекомендую» від цільової аудиторії за результатами опитування. Його перші збори були на 107 % вищі аналогічних «Арго», на 81 % — «Філомени» та на 26 % — «Залізної леді».

### Сприйняття критиками

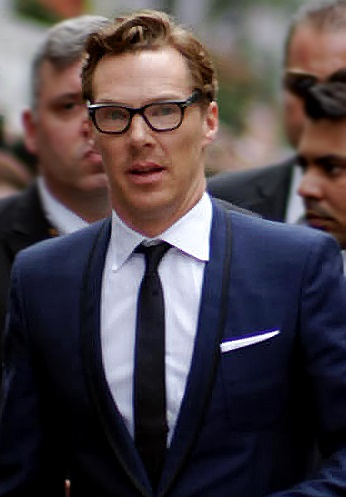
Камбербетч на прем'єрі фільму на кінофестивалі в Торонто, вересень 2014

Фільм отримав позитивні відгуки критиків, які особливо схвально відзначали роботу Камбербетча в ролі Тюрінга. На листопад 2014 року фільм має 85 % рівень схвалення на сайті Rotten Tomatoes з середнім значенням 7,4/10 на основі 59 оцінок. Узагальнений критичний висновок сайту зазначає: «Надзвичайна гра Бенедікта Камбербетча освітлює цю історію, засновану на фактах, і „Гра в імітацію“ робить дуже добрий запис у жанрі „престижних байопіків“». На сайті Metacritic, що виставляє нормалізоване значення зі 100, фільм має значення 71 на основі 12 рецензій, що свідчить про в цілому добре сприйняття.
Рекс Рід з The New Yorker назвав фільм «одним з найкращих фільмів року», а Калем Афтаб з The Independent виставив йому в своїй рецензії 5 зірок та назвав «найкращим британським фільмом року». Лу Люменік з New York Post описав фільм як «фільм оскарівського калібру, що повністю затягує», а критик Джеймс Роккі додав, що «фільм є сильним, зворушуючим, тріумфальним та трагічним.» Empire описав його як "надзвичайний трилер, а Glamour — «одразу класика.» Пітер Дебруж з Variety додав, що фільм «гарно написаний, елегантно знятий та сильно зіграний.» Критик Скотт Фаундас зазначив, що «фільм є беззаперечно сильним в сенсі яскравого світла, що погасло занадто рано, та часто недостойної долі тих, хто сміє дратувати встановлені суспільством норми.» Критик Леонард Малтін стверджує, що фільм має «ідеальний підбір виконавців ролей, де кожна роль виконана ідеально», а також додає окрему похвалу виконанню Кірою Найтлі ролі Джоан Кларк, роботам редактора Вільяма Голденберга, композитора Александра Деспла, кінематографії Оскара Фаури та художнику-постановнику Марії Дьюрковіч. Фільм був також добре сприйнятий на Телюридському кінофестивалі та здобув вищу нагороду Міжнародного кінофестивалю в Торонто «People's Choice Award for Best Film».
Виконання Камбербатчем ролі Тюрінга було загально схвалено; головний кінокритик журналу «TIME» Річард Корлісс назвав його гру «найбільш дивним, повним, „камбербатчівським“ характером актора» та додав, що Камбербатч «не стільки грає Тюрінга, скільки перевтілився в нього, сміливо та співчутливо, але без посередництва.» Пітер Треверс з «Rolling Stone» стверджує, що актор «дає вибухово емоційно-складне» зображення Тюрінга. Критик Клейтон Девіс зазначив, що це «гра на віки… що доводить, що він є одним з найкращих районів, які сьогодні працюють». Фаундас з «Variety» написав, що гра Камбербатча «майстерна, … диво, щоб дивиться», а Манола Даргіс з «The New York Times» описала її як «делікатну, нюансну, гостру та трагічну»; Оуен Глейберман з «BBC», що його гра є «емоційно вивіреним ідеалом.»
На думку Дейва Калхуна «Time Out», це була «буремна гра Камбербатча: ще довго після титрів Ви будете дешифрувати його роботу».
Тодд МакКарті з «The Hollywood Reporter» написав, що незаперечним яскравим моментом фільму був Камбербетч, «чия харизма, спеціально змодульовані та природно зіграні ексцентричності, талант у зображення розуму, що ніколи на заспокоюється та здатність одночасно зобразити фізичну ваду та привабливість поєднались та створили повністю вірогідний портрет генія за роботою.»
Критик Роджер Фрідман написав в кінці своєї рецензії, що «Камбербетч може бути найближчим з того, що ми маємо, щоб бути справжнім спадкоємцем сера Лоуренса Олів'є.»
Хоча вона схвально відгукнулася на гру Бенедікта Камбербетча та Кіри Найтлі, Катерина Шорд з «The Guardian» зазначила, що сам фільм є «занадто формульний, занадто ефективний у тому, щоб просто провести вас і переконатися, що ви зрозуміли послання про різноманітність…» А Тім Робі з «The Telegraph» написав, що це «фільм про людину — рахункову машину… який відсувається як трохи занадто прорахований.» Деякі критики також висловили занепокоєння про нестачу сексуальних сцен у фільмі для підкреслення гомосексуальності Тюрінга.

### Родина Тюрінга
Попри свої початкові сумніви, племінниця Тюрінга Іна Пейн сказала BBC Radio Manchester, що «фільм справді вшанував мого дядька» після того, як вона подивилася фільм на Лондонському кінофестивалі у жовтні 2014 року. У тому ж інтерв'ю племінник Тюрінга Дермонт Тюрінг зазначив, що Камбербетч є «ідеальним вибором для ролі. І Я не можу придумати, хто б підійшов краще». Джеймс Тюрінг, внучатий племінник, сказав, що Камбербетч «знає речі, які я раніше не знав. Обсяг інформації, яку він знає про Алана, вражає».

## Суперечності та відповідність історичній правді

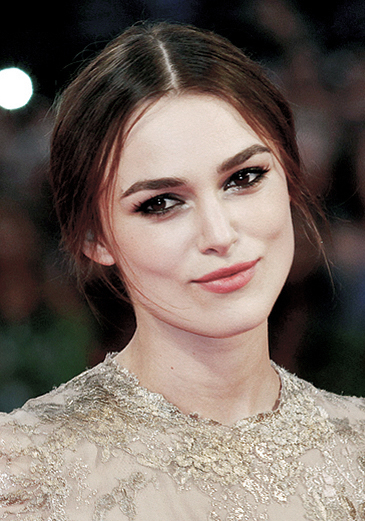
Кіра Найтлі, яка грає Джоан Кларк у фільмі

Під час знімання фільму, його критикували через припущення щодо приглушення гомосексуальності Алана Тюрінга, зокрема заперечуючи зображення стилю відносин Тюрінга з його близькою подругою та протягом деякого часу нареченою Джоан Кларк. Біограф Тюрінга Ендрю Ходжес, за чиєю книгою створений сценарій, навіть написав, що сценарій «зобразив відносини з Джоан набагато більше, ніж вони насправді були», а племінниця Тюрінга Іна Пейн думала, що Кіра Найтлі не підходить на роль Кларк, яку вона описала як «досить звичайну».
—Продюсери фільму щодо критики
У розмові з журналом «Empire» Мортен Тильдум так описав своє рішення виступити режисером фільму: «Це така складна історія. Вона має і елемент дотримання прав геїв, і те, як його (Тюрінга) ідеї були засекречені, і як надзвичайно важлива його робота була протягом війни, та робота, за яку йому публічно ніколи не подякували.»
В інтерв'ю британському «GQ», Метью Гуд, який грає дешиврувальника — колегу Тюрінга, зазначив, що фокус сценарію на «житті Тюрінга і на тому, що ми, як нація, віддячили йому за його геройство шляхом хімічної кастрації через те, що він був геєм.»
Британський історик Алекс фон Тунцельманн у статті для «The Guardian» у листопаді 2014 року вказала на історичні невідповідності у фільмі, а також написала, що фільм містить нападки на Тюрінга, звинувачуючи його у боягузтві та зраді через те, що він не видав радянського шпигуна, хоча в реальності він навряд-чи з ним взагалі зустрічався. Однак за окремими теоріями, один з тих, хто працював в проєкті, — Джон Кернкросс був радянським шпигуном та п'ятим із Кембриджської п'ятірки.

## Нагороди
Фільм отримав численні номінації та нагороди різних кінофестивалів. Нижченаведений список є неповним, з повнішим списком можна ознайомитись в Англійській Вікі.
| Нагорода                                      | Дата церемонії    | Категорія                                                    | Номінанти                                    | Результат |
| --------------------------------------------- | ----------------- | ------------------------------------------------------------ | -------------------------------------------- | --------- |
| 39-й Міжнародний кінофестиваль у Торонто      | 14 вересня 2014   | «People's Choice Award» за найкращий фільм                   | «Гра в імітацію»                             | Перемога  |
| 2014 Hamptons International Film Festival     | 24 вересня 2014   | Премія ім. Альфреда Стоуна за найкраще ігрове кіно           | «Гра в імітацію»                             | Перемога  |
| 2014 Hamptons International Film Festival     | 14 жовтня 2014    | Narrative Competition Audience Award                         | «Гра в імітацію»                             | Перемога  |
| Аспенський кінофестиваль                      | 02 жовтня 2014    | Special Audience Recognition Award                           | «Гра в імітацію»                             | Перемога  |
| 2014 Кінофестиваль Сан-Діего                  | 03 жовтня 2014    | Найкращий гала фільм                                         | «Гра в імітацію»                             | Перемога  |
| 2014 Міжнародний кінофестифаль у Скоттссдейлі | 14 жовтня 2014    | Нагорода глядачів за найкращий фільм                         | «Гра в імітацію»                             | Перемога  |
| 2014 Mill Valley Film Festival                | 14 жовтня 2014    | Загальний улюбленець аудиторії                               | «Гра в імітацію»                             | Перемога  |
| 2014 Twin Cities Film Festival                | 25 жовтня 2014    | Найкращий художній фільм                                     | «Гра в імітацію»                             | Перемога  |
| 2014 Чиказький кінофестиваль                  | 27 жовтня 2014    | Audience Choice Award for Best Narrative Feature             | «Гра в імітацію»                             | Перемога  |
| 2014 Heartland Film Festival                  | 30 жовтня 2014    | Truly Moving Picture Award                                   | «Гра в імітацію»                             | Перемога  |
| 2014 Memphis Independent Film Festival        | 2 November 2014   | Audience Award for Best Narrative Feature                    | «Гра в імітацію»                             | Перемога  |
| 2014 Голівудська нагорода за музику в медіа   | 4 листопада 2014  | Оригінальний саундтрек — художній фільм                      | Александр Деспла                             | Номінація |
| 2014 ЄвроСінема Гаваї                         | 12 листопада 2014 | Найкращий фільм                                              | «Гра в імітацію»                             | Перемога  |
| 2014 ЄвроСінема Гаваї                         | 12 листопада 2014 | Найкращий актор                                              | Бенедікт Камбербетч                          | Перемога  |
| 2014 ЄвроСінема Гаваї                         | 12 листопада 2014 | Найкращий режисер                                            | Мортен Тильдум                               | Перемога  |
| 2014 Голлівудська кінопремія                  | 14 листопада 2014 | Найкраща актриса другого плану                               | Кіра Найтлі                                  | Перемога  |
| 2014 Голлівудська кінопремія                  | 14 листопада 2014 | Найкращий актор                                              | Бенедікт Камбербетч                          | Перемога  |
| 2014 Голлівудська кінопремія                  | 14 листопада 2014 | Найкращий режисер                                            | Мортен Тильдум                               | Перемога  |
| 2014 Голлівудська кінопремія                  | 14 листопада 2014 | Найкращий кінокомпозитор                                     | Александр Деспла                             | Перемога  |
| 2014 Премія британського незалежного кіно     | 7 грудня 2014     | Найкращий незалежний фільм                                   | «Гра в імітацію»                             | Номінація |
| 2014 Премія британського незалежного кіно     | 7 грудня 2014     | Найкращий сценарій                                           | Грем Мур                                     | Номінація |
| 2014 Премія британського незалежного кіно     | 7 грудня 2014     | Найкращий актор                                              | Бенедікт Камбербетч                          | Номінація |
| 2014 Премія британського незалежного кіно     | 7 грудня 2014     | Найкраща актриса                                             | Кіра Найтлі                                  | Номінація |
| 2014 Американський інститут кіномистецтва     | 8 грудня 2014     | Top Ten Films                                                | «Гра в імітацію»                             | Перемога  |
| Міжнародний кінофестиваль Палм-Спрінгз 2014   | 03 січня 2015     | Найкращий акторський склад                                   |                                              | Перемога  |
| 19-та Премія «Супутник»                       | 15 лютого 2015    | Найкращий фільм                                              |                                              | Номінація |
| 19-та Премія «Супутник»                       | 15 лютого 2015    | Найкращий актор                                              | Бенедикт Камбербетч                          | Номінація |
| 19-та Премія «Супутник»                       | 15 лютого 2015    | Найкраща актриса другого плану                               | Кіра Найтлі                                  | Номінація |
| 19-та Премія «Супутник»                       | 15 лютого 2015    | Best Art Direction and Production Design                     | Марія Джуркович, Нік Дент                    | Номінація |
| 19-та Премія «Супутник»                       | 15 лютого 2015    | Найкращий режисер                                            | Мортен Тильдум                               | Номінація |
| 19-та Премія «Супутник»                       | 15 лютого 2015    | Best Film Editing                                            | Вільям Голденберг                            | Номінація |
| 19-та Премія «Супутник»                       | 15 лютого 2015    | Найкращий оригінальний саундтрек                             | Александр Деспла                             | Номінація |
| 19-та Премія «Супутник»                       | 15 лютого 2015    | Найкращий адаптований сценарій                               | Грем Мур                                     | Перемога  |
| Премія «Оскар»                                | 22 лютого 2015    | Найкращий фільм                                              | Нора Гроссман, Ідо Островскі, Тедді Шварцман | Номінація |
| Премія «Оскар»                                | 22 лютого 2015    | Найкраща режисерська робота                                  | Мортен Тильдум                               | Номінація |
| Премія «Оскар»                                | 22 лютого 2015    | Найкраща чоловіча роль                                       | Бенедикт Камбербетч                          | Номінація |
| Премія «Оскар»                                | 22 лютого 2015    | Найкраща жіноча роль другого плану                           | Кіра Найтлі                                  | Номінація |
| Премія «Оскар»                                | 22 лютого 2015    | Найкращий адаптований сценарій                               | Грем Мур                                     | Перемога  |
| Премія «Оскар»                                | 22 лютого 2015    | Найкраща музика до фільму                                    | Александр Деспла                             | Номінація |
| Премія «Оскар»                                | 22 лютого 2015    | Найкраща робота художника-постановника, художника-декоратора | Марія Джуркович, Тетяна Макдональд           | Номінація |
| Премія «Оскар»                                | 22 лютого 2015    | Найкращий монтаж                                             | Вільям Голденберг                            | Номінація |